# Wojciech Głębocki
Wojciech Głębocki herbu Doliwa (zm. w 1636 roku) – podczaszy kaliski w latach 1627-1635, sekretarz królewski w 1618 roku, pisarz kancelarii mniejszej koronnej w latach 1617-1622.
Studiował w Kolegium jezuitów w Kaliszu w 1604 roku i na Uniwersytecie Krakowskim w 1608 roku.